# Клачко, Юлиан
Юлиан (Иегуда Лейб) Клачко (пол. и нем. Julian Klaczko; 6 ноября 1825, Вильно — 26 ноября 1906, Краков) — польско-австрийский политик, дипломат, революционер, публицист, эссеист, литературный критик, историк искусства. Академик.

## Биография
Родился в состоятельной еврейской семье. Отец, торговец текстилем Цви Хирш Клачко был связан деловыми отношениями с Германией, совместно с Нисаном Розенталем основал первую в Вильно светскую школу, издал книгу Авраама Мапу «Любовь в Сионе» и фактически был главой тамошней еврейской общины.
Юлиан окончил гимназию в Вильно, затем в 1842—1847 изучал философию в университете Кенигсберга, где после его окончания получил учёную степень доктора философии за работу «De rebus Franco-Gallicis saeculi XV»
Поселился в Хайдельберге, стал сотрудничать с либеральной газетой «Deutsche Zeitung» Георга Гервинуса, где вел рубрику «Россия и Польша» («Russland und Polen»). В 1848 году переехал в Великое герцогство Познанское. Во время революции в Берлине вступил в добровольческий польский отряд под командованием Л. Мерославского. Вскоре стал одним из деятелей Народного комитета в Посене (ныне Познань). Во время восстания исполнял обязанности курьера в Берлин.
После подавления революции 1848—1849 годов в Германии и превращения герцогства в провинцию Позен, порвал с немецкими либералами, которые не хотели способствовать автономии Познани. В мае 1848 года опубликовал небольшой памфлет (письмо к немецкому либералу Гервиниусу) «Die deutschen Hegemonen» (Немецкие гегемоны), в котором излагал свой вариант идеальных польско-немецких отношений: Познань получает независимость от Пруссии и становится союзником Берлина. В дальнейшем обе страны совместно с Австрийской империей выступают против России, которая должна вернуть новообразованной Польше захваченные у Речи Посполитой земли. В памфлете ввёл в оборот словосочетание Drang nach Osten (Натиск на Восток, от немецкого глагола dringen — давить, нажимать, проникать).
Эмигрировал в Париж. Во французской столице стал сотрудничать с рядом польских эмигрантских изданий («Wiadomości Polski» (1856—1862)), помещал статьи во французских журналах «Revue de Paris», «Revue Contemporaine» и «Revue des Deux Mondes» (с 1862 года). Был домашним учителем детей графа З. Красинского.
Активно сотрудничал с Отелем Ламбер, политико-культурным центром польской консервативной верхушки польской эмиграции середины XIX века в Париже во главе с Адамом Ежи Чарторыйским.
В 1856 году сменил вероисповедание, крестился и поменял имя. Тогда же стал членом Издательского комитета Литературно-исторического общества в Париже.
В 1870 был назначен советником Министерства иностранных дел при австрийском императорском дворе. Короткое время после поражения Франции в войне 1871 года имел непосредственное влияние на европейскую политику.
Был корреспондентом французской Академии моральных и политических наук (1886), членом краковской Академии знаний (1872), доктором honoris causa Ягеллонского университета, почетным членом Познанского общества друзей наук (1861), кавалером ордена Почетного легиона (1896). В 1870—1871 избирался депутатом краевого Галицкого сейма.
Почётный гражданин Жешува.

## Творчество

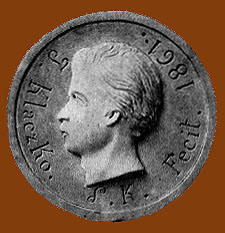
Юлиан Клачко. Медальон. 1861

Писать начал рано — первые стихи (под разными псевдонимами) датируются 1842—1843 годами.
Как публицист, освещал российско-польские, франко-прусские отношения, вопросы европейской политики и др.
Позднее выступал как литературный критик, занимался историей итальянского искусства и польской литературы эпохи романтизма.

## Избранные работы
- Sztuka polska (1858)
- Korespondencya Mickiewicza Kujawsko-Pomorska Biblioteka Cyfrowa (1861)
- La poesie polonaise au dix-nuevieme siecle et le poete anonyme (1862)
- Poeta bezimienny (1862)
- Półwysep Krymski w poezji (1863)
- Anneksya w dawnej Polsce (1869)
- Dwaj kanclerze. Książę Gorczakow — Książę Bismarck.
- Św. Franciszek z Asyżu i gotycyzm włoski (1892—1893)
- Rzym i Odrodzenie. Juliusz II (1898)
- Pisma polskie (1902)